# Clotario II
Clotario II (584-629) fue un rey de Neustria, París y finalmente de los francos. Era hijo de Chilperico I y Fredegunda, y fue padre de Dagoberto I.

## Biografía
Fue proclamado rey de Neustria a la muerte de Chilperico I con solo meses de edad. En principio hubo dudas sobre su legitimidad, acalladas por el juramento de su madre Fredegunda y 300 nobles y obispos de Neustria. 
Enemistada mortalmente Fredegunda con Brunegilda y su hijo Childeberto II de Austrasia, se apoyó en los señores neustrianos y llamó a su cuñado Gontrán I, que controlaba el reino franco de Borgoña. Este acepta ejercer la tutoría del príncipe con la regencia de Fredegunda.

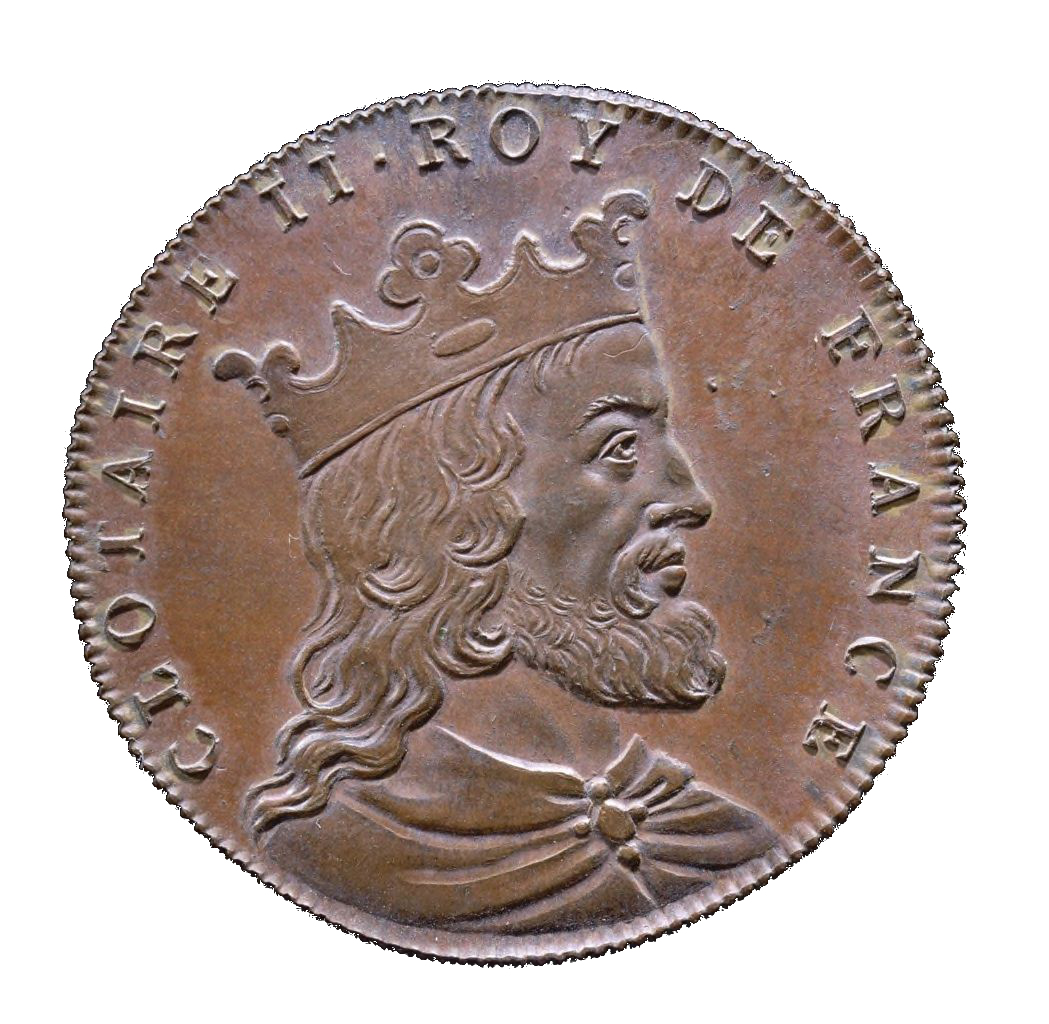
Clotario II
Rey de los Francos (584-629).

Gontrán I firma con su sobrino Childeberto II de Austrasia y la Reina Regente Brunegilda el tratado de Andelot (587) en el cual, entre otras disposiciones, se establece la herencia recíproca de los reinos de Austrasia y Borgoña.
A la muerte de Gontrán I en el año 593, Clotario II queda bajo la tutela de un consejo encabezado por Fredegunda y formado por los nobles conocidos como leudes y el Mayordomo de Palacio. Se desató la guerra contra Austrasia, que mientras vivió la implacable Fredegunda resultó favorable. Pero Fredegunda muere de disentería en el 597, dejando a Clotario II a cargo del gobierno de Neustria a los 13 años de edad y con enormes dificultades, pues sus rivales controlan los otros dos reinos francos. 
En efecto, Gontrán I de acuerdo con las estipulaciones del tratado de Andelot había dejado sus posesiones a su otro sobrino, Childeberto II de Austrasia y a la muerte de este en 596, Borgoña había quedado para Teoderico II y Austrasia para Teodeberto II, ambos nietos de Brunegilda.
Vencido en Dormelles (600) y Étampes (604) por los reyes de Austrasia y Borgoña unidos contra él -en realidad, el mayordomo de palacio Landry era quien comandaba las tropas de Clotario II en estas dos batallas-, el odio de la nobleza de Austrasia contra Brunegilda lo salvó de verse totalmente perdido.
Dos hechos fortuitos le otorgan el favor de la fortuna. El primero de ellos es la guerra entre sus rivales Teoderico II y Teodeberto II, que concluye con la victoria de Teoderico II y la muerte de Teodeberto II en el año 612. El segundo es el fallecimiento prematuro de Teoderico II, quien a poco de triunfar sobre su hermano y reunir en su persona los reinos de Borgoña y de Austrasia perece de disentería justo cuando preparaba un ataque decisivo contra Clotario II.
Es entonces cuando Clotario II consigue por la diplomacia lo que no había podido lograr por las armas. Pacta con la aristrocracia de Austrasia en las personas de Pipino de Landen y San Arnulfo, y con la de Borgoña en la persona del mayordomo de palacio Warnacario, para que traicionen a Brunegilda y a los hijos de Teoderico II. Promete a los conspiradores, a cambio, toda clase de prerrogativas que favorecen la independencia de la nobleza y el clero en detrimento de la monarquía.
La conspiración tiene éxito y así Clotario II es reconocido rey de los tres reinos Francos, y sus nuevos aliados ponen a Brunegilda a su merced. 
Su primer acto como Rey de todos los Francos es de venganza. Hace matar a dos de los cuatro pequeños hijos de Teoderico II; perdona al que era su ahijado de bautismo, Meroveo, al que hace tonsurar e internar en un monasterio; y sólo uno, Childeberto, logra escapar y nunca se vuelve a saber de él. Finalmente, hace torturar y perecer cruelmente a Brunegilda, en una ofrenda póstuma a su madre Fredegunda.
Cumple las promesas hechas a sus aliados: Warnacario es nombrado mayordomo de Palacio vitalicio de Borgoña y los arnulfingos y los pipínidos se apuntan la Mayordomía de Palacio de Austrasia. En 614 dicta el Concilio de París, por el cual la monarquía merovingia autolimita seriamente sus atribuciones en provecho de la nobleza y el clero. Siembra con ello la futura perdición de su dinastía, pues las consecuencias de estos actos las deberán sufrir sus sucesores. 
Hasta su muerte ocurrida en el año 629, Clotario II gobierna un país franco unificado, pacificado, pero con sordas luchas de influencia entre el poder central y sus leudes, que no había podido domesticar, necesitando numerosos administradores para un reino tan grande. En este momento comienza el poderío de los mayordomos de palacio, y de hecho en 623 los austrasianos le imponen que nombre como Rey de Austrasia a su hijo Dagoberto I bajo la tutela de Pipino de Landen como Mayordomo de Palacio.
A su muerte, le sucede su hijo Dagoberto I, último gran rey merovingio, quien con sus acciones logrará retrasar la decadencia de la dinastía durante unos pocos años más.